# 34775 Zinzi
34775 Zinzi este o planetă minoră (asteroid), cu un diametru de 8,377 km, din centura de asteroizi. A fost descoperită pe 25 august 2001 la Stația Anderson Mesa de Lowell Observatory Near-Earth-Object Search. 
Obiectul prezintă o orbită caracterizată de o semiaxă mare de 3,2205688 UAi, o excentricitate de 0,03, o înclinație de 8,73198 ° în raport cu ecliptica.